# 藤原秋常
藤原 秋常（ふじわら の あきつね）は、平安時代初期の貴族。藤原南家乙麻呂流、大納言・藤原雄友の子。官位は従五位下・因幡守。

## 経歴
淳和天皇に蔵人として仕えた後、仁明天皇が即位した天長10年（833年）に従五位下に叙爵され、承和6年（839年）少納言に任ぜられる。承和9年（842年）に発生した承和の変において、皇太子・恒貞親王に近侍していたため連座し、少納言を罷免されて石見権守に左遷された。その後、承和12年（845年）罪を赦されて入京し、文徳朝の嘉祥4年（851年）因幡守に任ぜられている。

## 官歴
『六国史』による。
- 時期不詳：正六位上
- 天長10年（833年） 11月18日：従五位下
- 承和6年（839年） 正月11日：少納言
- 承和9年（842年） 7月26日：石見権守
- 承和12年（845年） 7月19日：入京
- 嘉祥4年（851年） 正月11日：因幡守

## 系譜
『尊卑分脈』による。
- 父：藤原雄友
- 母：石上宅嗣の娘
- 妻：山代氏
  - 男子：藤原良貞
  - 男子：藤原秀貞